# Браунштайнер, Карл
Карл Браунштайнер (нем. Karl Braunsteiner; 27 октября 1891, Вена — 19 апреля 1916, Ташкент) — австрийский футболист, играл на позиции защитника. Участник летних Олимпийских игр в 1912 году.

## Биография
Во взрослом футболе дебютировал в 1911 году. В сентябре «Винер Шпорт-Клуб», в составе которого он выступал, стал победителем последнего розыгрыша Кубка вызова. Молодой игрок выходил на поле в играх начальных раундов, а в финале его более опытные товарищи одержали убедительную победу над «Ференцварошем» (3:0). С сезона 1911 года начали проводиться первенства Венской лиги. В первом турнире клуб стал вторым, а в следующем году — третьим. Всего за три сезона в клубе провел 43 матча и забил 16 мячей.
| Сезон | Команда            | Чемпионат | Чемпионат | Чемпионат |
| Сезон | Команда            | Лига      | Игры      | Голы      |
| ----- | ------------------ | --------- | --------- | --------- |
| 1912  | «Винер Шпорт-Клуб» | Д-1       | 13        | 1         |
| 1913  | «Винер Шпорт-Клуб» | Д-1       | 15        | 7         |
| 1914  | «Винер Шпорт-Клуб» | Д-1       | 15        | 8         |
| Всего | Всего              | Всего     | 43        | 16        |

В составе национальной сборной дебютировал 5 мая 1912 года. В Вене хозяева поля сыграли вничью с принципиальным соперником, командой Венгрии (1:1). Одного матча оказалось достаточно для Карла для поездки на Олимпийские игры в Стокгольм.
В первом раунде олимпийского турнира сборной Австрии была одержана убедительная победа над немцами, однако в следующем раунде случилось поражение от команды Нидерландов, которое отправило сборную в соревновании «неудачников», которые разыгрывали места с 5-го по 11-е. Сборная Австрии завершила Олимпиаду на шестой позиции, а Карл Браунштайнер принимал участие во всех матчах.
В течение следующих двух лет, сыграл еще два поединка за национальную команду — против сборных Италии и Венгрии.
В начале Первой мировой войны был мобилизован в 1-й Крепостной артиллерийский полк (нем. Festungsartillerieregiment Nr. 1) и направлен на Восточный фронт. Принимал участие в обороне Перемышльской крепости, которой российские войска пытались овладеть с сентября 1914 по март 1915 года. 22 марта, изнуренные голодом и болезнями, более 100 000 австрийских солдат и командование перемышльского гарнизона капитулировали и сдались в плен. Карл Брайнштайнер умер 19 апреля 1916 года в лагере для военнопленных в Ташкенте от тифа.